# Hreiðar Levý Guðmundsson
Hreiðar Levý Guðmundsson, född 29 november 1980 i Reykjavik, är en isländsk handbollsmålvakt. Han har spelat 146 landskamper för Islands landslag. Han var med och tog OS-silver 2008 i Peking och EM-brons 2010 i Österrike.
Från 2007 till 2009 spelade Guðmundsson två säsonger för det svenska klubblaget IK Sävehof i Elitserien.

## Klubbar
- KR (1997–1998)
- Grótta/KR (1998–2002)
- ÍR (2002–2005)
- KA Akureyri (2005–2007)
- IK Sävehof (2007–2009)
- TV Emsdetten (2009–2011)
- Nøtterøy Håndball (2011–2014)
- KA Akureyri (2014–2016)
- Halden Topphåndball (2016–2017)
- Íþróttafélagið Grótta (2017–)